# Anderson Santamaría
Pour les articles homonymes, voir Santamaria (homonymie).
Anderson Santamaría Bardales est un footballeur international péruvien, né le 10 janvier 1992 à Tingo María dans la région de Huánuco. 
Évoluant au poste de défenseur central, il joue depuis pour le Santos Laguna, dans le championnat du Mexique.

## Biographie

### En club
Anderson Santamaría commence sa carrière en 2010 à l'Inti Gas (aujourd'hui Ayacucho FC) en 2010. Il y découvre la Copa Sudamericana deux ans plus tard lorsqu'il joue deux matchs de l'édition 2012. Parti au León de Huánuco en 2013, il dispute l'édition 2015 de la Copa Sudamericana (deux matchs encore). En 2016, il rejoint le FBC Melgar et y découvre la Copa Libertadores en jouant deux éditions consécutives du tournoi en 2016 et 2017 (huit matchs en tout).
En 2018, il s'engage au Club Puebla au Mexique. Mais c'est à l'Atlas FC qu'il connaît ses premiers titres majeurs en club en remportant deux championnats du Mexique d'affilée en 2021-A et 2022-C. Il joue par la suite l'édition 2023 de la Ligue des champions de la CONCACAF (trois matchs).

### En équipe nationale
Anderson Santamaría fait ses débuts avec l'équipe du Pérou le 13 juin 2017, lors d'un match amical face à la Jamaïque, en remplaçant Alberto Rodríguez au début de la seconde mi-temps (victoire 3-1)
Le 4 juin 2018, le sélectionneur des Incas, Ricardo Gareca, l'inclut dans sa liste finale de 23 joueurs pour disputer la Coupe du monde 2018 en Russie. L'année suivante, il dispute la Copa América 2019 au Brésil où son équipe atteint la finale. Il sera encore de la partie deux ans plus tard lors de la Copa América 2021 (demi-finaliste de l'épreuve).

## Statistiques
Le tableau ci-dessous récapitule les statistiques d'Anderson Santamaría lors de sa carrière professionnelle en club :
| Saison                | Club                  | Championnat           | Championnat | Championnat | Coupe(s) nationale(s) | Coupe(s) nationale(s) | Compétition(s) continentale(s) | Compétition(s) continentale(s) | Compétition(s) continentale(s) | Autres compétitions | Autres compétitions | Autres compétitions | Total | Total |
| Saison                | Club                  | Division              | M.          | B.          | M.                    | B.                    | Comp.                          | M.                             | B.                             | Comp.               | M.                  | B.                  | M.    | B.    |
| 2010                  | Inti Gas              | 1                     | 5           | 0           | -                     | -                     | -                              | -                              | -                              | -                   | -                   | -                   | 5     | 0     |
| 2011                  | Inti Gas              | 1                     | 21          | 0           | -                     | -                     | -                              | -                              | -                              | -                   | -                   | -                   | 21    | 0     |
| 2012                  | Inti Gas              | 1                     | 31          | 2           | -                     | -                     | CS                             | 2                              | 0                              | -                   | -                   | -                   | 33    | 2     |
| 2013                  | León de Huánuco       | 1                     | 23          | 1           | -                     | -                     | -                              | -                              | -                              | -                   | -                   | -                   | 23    | 1     |
| 2014                  | León de Huánuco       | 1                     | 24          | 2           | -                     | -                     | -                              | -                              | -                              | TI                  | 11                  | 2                   | 35    | 4     |
| 2015                  | León de Huánuco       | 1                     | 27          | 11          | -                     | -                     | CS                             | 2                              | 0                              | TI                  | 8                   | 2                   | 37    | 13    |
| 2016                  | FBC Melgar            | 1                     | 32          | 2           | -                     | -                     | CL                             | 4                              | 0                              | Playoffs            | 4                   | 0                   | 40    | 2     |
| 2017                  | FBC Melgar            | 1                     | 28          | 1           | -                     | -                     | CL                             | 4                              | 0                              | Playoffs            | 2                   | 0                   | 34    | 1     |
| 2017-2018             | Puebla                | 1                     | 11          | 0           | 2                     | 0                     | -                              | -                              | -                              | -                   | -                   | -                   | 13    | 0     |
| Total sur la carrière | Total sur la carrière | Total sur la carrière | 202         | 19          | 2                     | 0                     | -                              | 12                             | 0                              | -                   | 25                  | 4                   | 241   | 23    |

### En sélection nationale
| Saison                | Sélection             | Phases finales        | Phases finales | Phases finales | Phases finales | Éliminatoires CDM | Éliminatoires CDM | Éliminatoires CDM | Matchs amicaux | Matchs amicaux | Matchs amicaux | Total | Total | Total |
| Saison                | Sélection             | Compétition           | M              | B              | Pd             | M                 | B                 | Pd                | M              | B              | Pd             | M     | B     | Pd    |
| --------------------- | --------------------- | --------------------- | -------------- | -------------- | -------------- | ----------------- | ----------------- | ----------------- | -------------- | -------------- | -------------- | ----- | ----- | ----- |
| 2014-2015             | Pérou                 | Copa América 2015     | -              | -              | -              | -                 | -                 | -                 | 0              | 0              | 0              | 0     | 0     | 0     |
| 2016-2017             | Pérou                 | -                     | -              | -              | -              | 0                 | 0                 | 0                 | 1              | 0              | 0              | 1     | 0     | 0     |
| 2017-2018             | Pérou                 | Coupe du monde 2018   | 2              | 0              | 0              | 1                 | 0                 | 0                 | 4              | 0              | 0              | 7     | 0     | 0     |
| 2018-2019             | Pérou                 | Copa América 2019     | 0              | 0              | 0              | -                 | -                 | -                 | 5              | 0              | 0              | 5     | 0     | 0     |
| 2019-2020             | Pérou                 |                       | -              | -              | -              | -                 | -                 | -                 | 4              | 0              | 0              | 4     | 0     | 0     |
| 2020-2021             | Pérou                 | Copa América 2021 4e  | 3              | 0              | 0              | 1                 | 0                 | 0                 | -              | -              | -              | 4     | 0     | 0     |
| 2021-2022             | Pérou                 |                       | -              | -              | -              | 3                 | 0                 | 0                 | -              | -              | -              | 3     | 0     | 0     |
| 2022-2023             | Pérou                 |                       | -              | -              | -              | -                 | -                 | -                 | 4              | 0              | 0              | 4     | 0     | 0     |
| 2023-2024             | Pérou                 | Copa América 2024     | 1              | 0              | 0              | 2                 | 0                 | 0                 | 2              | 0              | 1              | 5     | 0     | 1     |
| 2024-2025             | Pérou                 | -                     | -              | -              | -              | 1                 | 0                 | 0                 | -              | -              | -              | 1     | 0     | 0     |
| Total sur la carrière | Total sur la carrière | Total sur la carrière | 6              | 0              | 0              | 8                 | 0                 | 0                 | 20             | 0              | 1              | 34    | 0     | 1     |

## Palmarès

### En club
| FBC Melgar - Torneo de Verano (1) : - Vainqueur : 2017. |  | Atlas FC - Championnat du Mexique (2) : - Champion : 2021 (Ouv) et 2022 (Clo). |

### En équipe nationale
Pérou
- Copa América
  - Finaliste : 2019.